# Bernard Kacperak
Bernard Kacperak (ur. 25 czerwca 1933 w Częstochowie, zm. 23 sierpnia 2007) – polski żużlowiec.
Zawodnik Włókniarza Częstochowa w latach 1953–1970
Brązowy medalista Indywidualnych Mistrzostw Polski 1960, 3-krotny finalista IMP, z Włókniarzem złoty medalista Drużynowych Mistrzostw Polski 1959, wielokrotny reprezentant Polski w meczach międzypaństwowych. Jako trener doprowadził Włókniarza do złotego medalu DMP 1974.
Pochowany na Cmentarzu św. Rocha w Częstochowie (sektor 34, rząd B, grób 1).

## Starty w lidze
Liga polska
- Włókniarz Częstochowa - (1953–1970)

## Osiągnięcia
| Osiągnięcia:                       | Osiągnięcia: | Najwyższe: 16. miejsce w Finale Kontynentalnym (rok 1961) | Najwyższe: 16. miejsce w Finale Kontynentalnym (rok 1961) | Najwyższe: 16. miejsce w Finale Kontynentalnym (rok 1961) | Najwyższe: 16. miejsce w Finale Kontynentalnym (rok 1961) |
| Sezon                              | Miasto       | Msc                                                       | Pkt                                                       | Biegi                                                     | Uwagi                                                     |
| ↓ W barwach reprezentacji Polski ↓ |              |                                                           |                                                           |                                                           |                                                           |
| 1959                               | Londyn       | 9. miejsce w Ćwierćfinale Kontynentalnym                  | 9. miejsce w Ćwierćfinale Kontynentalnym                  | 9. miejsce w Ćwierćfinale Kontynentalnym                  |                                                           |
| 1960                               | Londyn       | 10. miejsce w Półfinale Kontynentalnym                    | 10. miejsce w Półfinale Kontynentalnym                    | 10. miejsce w Półfinale Kontynentalnym                    |                                                           |
| 1961                               | Malmö        | 16. miejsce w Finale Kontynentalnym                       | 16. miejsce w Finale Kontynentalnym                       | 16. miejsce w Finale Kontynentalnym                       |                                                           |

## Inne ważniejsze turnieje
| Osiągnięcia: | Osiągnięcia: | 7. miejsce (1958) | 7. miejsce (1958) | 7. miejsce (1958) | 7. miejsce (1958) |
| Sezon        | Miasto       | Msc               | Pkt               | Biegi             | Kluby             |
| 1954         | Leszno       | 13                | 0                 | (0,0,0,ns)        | Częstochowa       |
| 1958         | Leszno       | 7                 | 6                 | (2,2,1,1)         | Częstochowa       |